# Ангар
Анга́р (фр. hangar) — сооружение для хранения, технического обслуживания и ремонта самолётов, дирижаблей (эллинги), вертолётов, других летательных аппаратов, либо другой крупногабаритной техники. 
Основной объём ангара обеспечивает удобное размещение техники и выполнение на ней работ, часто к ангару присоединяют пристройки для размещения персонала, офисного оборудования, складов и т. п.
Также ангарами называют промышленные и хозяйственные помещения арочного, прямостенного, полигонального или шатрового типа. Часто ангар представляет собой быстровозводимое здание. 
В зависимости от используемой технологии ангары могут быть каркасными и бескаркасными. При строительстве каркасных ангаров монтируется каркас (несущие конструкции), а на него крепится ограждение. 
Также существуют каркасно-тентовые ангары, покрытые тканным материалом. 
Арочный ангар часто выполняют из гофрированного металлического профиля, при этом используют и другие материалы (пластик, дерево).
В позднем СССР промышленность выпускала стандартные арочные сборно-разборные металлические укрытия типа СРм-10, СРм-15, которые применялись в основном в качестве различных хранилищ, и продолжают успешно функционировать и в XXI веке.
На военных аэродромах истребительной и штурмовой авиации СССР/РФ применяются капитальные строения для размещения самолётов, называемые железобетонное арочное укрытие (ЖБУ), которые по своей конструкции не являются ангарами.
- Дирижабль класса ПД-360 выводят из эллинга
- Вертолетный ангар
- Эллинг, Тастин (Калифорния), США
- Авиаангар для Аэробусов
- Исторические ангары для гидропланов в Таллине, сейчас на их базе создан музей "Лётная гавань"
- Специализированный ангар для истребителя F-16
- Ангар для вертолетов на немецком научно-исследовательском судне Поларштерн